# Tarana Burke
Tarana Burke (New York, 12 september 1973) is een Amerikaans burgerrechtenactiviste, die wordt gezien als de grondlegger van de MeToo-beweging. Ze begon in 2006 met het gebruik van de uitdrukking "Me Too", om aandacht te vragen voor het feit dat seksueel misbruik en aanranding wijdverbreid in de maatschappij aanwezig zijn.

## Jeugd en opleiding
Burke werd geboren in The Bronx, een van de vijf stadsdelen van New York, waar ze opgroeide in een arbeidersgezin. Ze werd als kind meermaals verkracht en seksueel misbruikt. Haar moeder hielp haar om deze gewelddadige ervaringen te verwerken en stimuleerde haar om zich in te zetten voor de lokale gemeenschap. In haar biografie beschrijft Burke hoe deze ervaringen haar inspireerden om meisjes met ernstige problemen te ondersteunen.
Burke hield zich vanaf 1989 bezig met activisme. Ze studeerde aan de Alabama State University, maar stapte over op de Auburn University. Tijdens haar studie organiseerde ze persconferenties en protesten in het kader van economische gelijkheid en rassengelijkheid. Na het afronden van haar studie verhuisde ze naar Selma in de staat Alabama.

## Carrière en activisme
In 1997 ontmoette Burke een jong meisje dat haar vertelde dat ze misbruikt was door de partner van haar moeder. Burke wist niet hoe ze moest reageren en had daarna nooit meer contact met het meisje. Later bracht ze naar buiten dat ze op dat moment "Me Too" had willen zeggen.
Burke werkte met meer slachtoffers van seksueel geweld en richtte in 2003 de non-profitorganisatie Just Be Inc. op. Deze organisatie bood steun aan meisjes van 12 tot 18 jaar, die slachtoffer waren geweest van seksueel geweld. Vanaf 2006 gebruikte ze de uitdrukking "Me Too", om aandacht te vragen voor het feit dat seksueel misbruik en aanranding wijdverbreid in de maatschappij aanwezig zijn. Ze werd daarmee de grondlegger van de huidige MeToo-beweging.
In 2008 verhuisde ze naar Philadelphia, waar ze werkte bij verschillende non-profitorganisaties. Ze was adviseur voor de film Selma uit 2014, over de protesten van de Afro-Amerikaanse bevolking voor stemrecht en tegen racisme die in 1965 plaatsvonden.
De Me Too-beweging breidde zich vanaf 2017 via sociale media uit door het gebruik van de hashtag #MeToo, nadat filmproducent Harvey Weinstein door verschillende vrouwen werd beschuldigd van seksueel misbruik. Actrice Alyssa Milano spoorde vrouwen aan de hashtag te gebruiken, maar erkende niet veel later dat Burke de uitdrukking al eerder gebruikte. Op 15 oktober 2017 stelden vrienden Burke op de hoogte dat #MeToo werd gebruikt, waarna ze haar steun uitte voor het gebruik van de hashtag. In 2017 werd ze door Time uitgeroepen tot Person of the Year, samen met andere vooraanstaande vrouwen die zich uitspreken tegen seksueel misbruik. Ze sprak onder andere op de Brown-universiteit in 2018.
Burke is de directeur van de non-profitorganisatie Girls for Gender Equity in Brooklyn (New York). Hier worden cursussen gegeven aan jonge vrouwen van kleur, gericht op hun algehele ontwikkeling.

## Onderscheidingen
- 2017: Time, Time Person of the Year
- 2018: The Ridenhour Prizes, The Ridenhour Courage Prize
- 2018: SheKnows Media, The Voices of the Year Catalyst Award
- 2019: VH1 Trailblazer Honors, Trailblazer Award